# 湯之里知內信號場

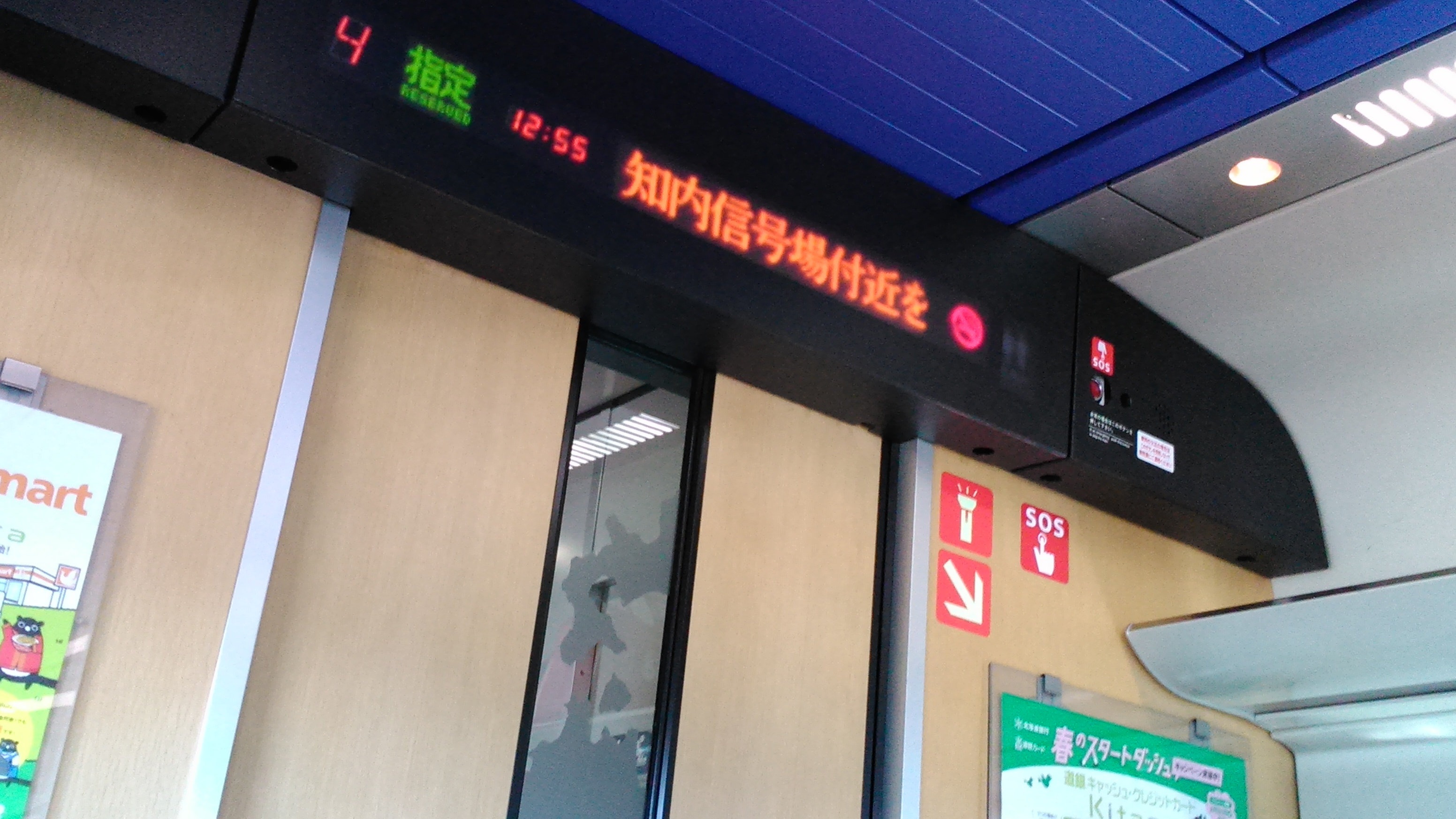
JR北海道列車經過時，顯示屏顯示「知內信號場」的名稱。

湯之里知內信號場 （日语：湯の里知内信号場），是日本北海道旅客鐵道（JR北海道）所營運的鐵路號誌站，位於日本北海道上磯郡知內町境內。知內號誌站在2014年3月前原為JR北海道海峽線（營運上使用津輕海峽線的名稱）沿線車站之一，屬函館支社的管轄範圍。由於JR北海道方面利用知內車站的部分站區作為修築北海道新幹線所需的軌道與相關設施之準備用途，再加上配合通車前的後期工程，本站於2014年3月15日廢站，並降級為信號場，所有列車不再停靠。
由JR北海道正式公佈北海道新幹線相關工程圖起，停止營運後的知內站皆稱為「湯之里號誌站」（湯の里信号場），知內站降格後，由JR北海道所經營的特急列車「超級白鳥」在駛經本處時，列車內的LED顯示屏顯示的則稱為「知內信號場」。2014年6月11日，JR北海道正式將第一期北海道新幹線的車站和信號場的確定名稱公佈，本信號場將正式定名為「湯之里知內」。

## 簡介
在興建青函隧道及海峽線時，本處原本只用作青函隧道的維修整備之用，並命名為新湯之里號誌站（新湯の里信号場）。1988年2月，服務知內町的松前線被廢線，原本位於町境內的森越、渡島知內、重內與湯之里（湯ノ里）等沿線所有車站都一同廢站，導致一時之間知內町境內沒有半座運作中的鐵路車站。因此當地的居民積極請願，1990年7月，新湯之里號誌站升格為車站，並改名為知內車站。
知內車站曾是JR北海道旗下設置在北海道境內的各站中，地理位置最南的地面車站（但因JR北海道在本州島上還有車站，因此並非全部車站中的最南站），位在專為青函隧道而闢建的特殊路線——海峽線上。不過，自從松前線於1988年2月1日起被廢止，町內的多個車站皆相繼廢站，因而令知內站成為了知內町境內僅餘的車站，並只靠每天上下行各兩班「超級白鳥号」或「白鳥號」的特急列車停靠，因此屬可用性並不高的車站。且因為本站完全沒有普通列車的停靠，JR北海道因此設定了特殊票價規則，在海峽線木古內至蟹田之間、包含知內在內的路段上，旅客如果搭乘特急列車的普通車廂自由席，可以免除繳納特急料金的必要。日本全國僅有此路段與千歲線新夕張—新得之間的路段，有此特殊規則。

## 車站構造
號誌站設有兩股正線及四股副正線，正線為套軌，供標準軌的新幹線列車與1067mm軌距窄軌的在來線列車通行；副正線為1067mm軌距窄軌，供窄軌列車待避或青函隧道路線障礙時臨時停留之用。號誌站兩端道叉處設有防雪棚，以保護轉轍器。

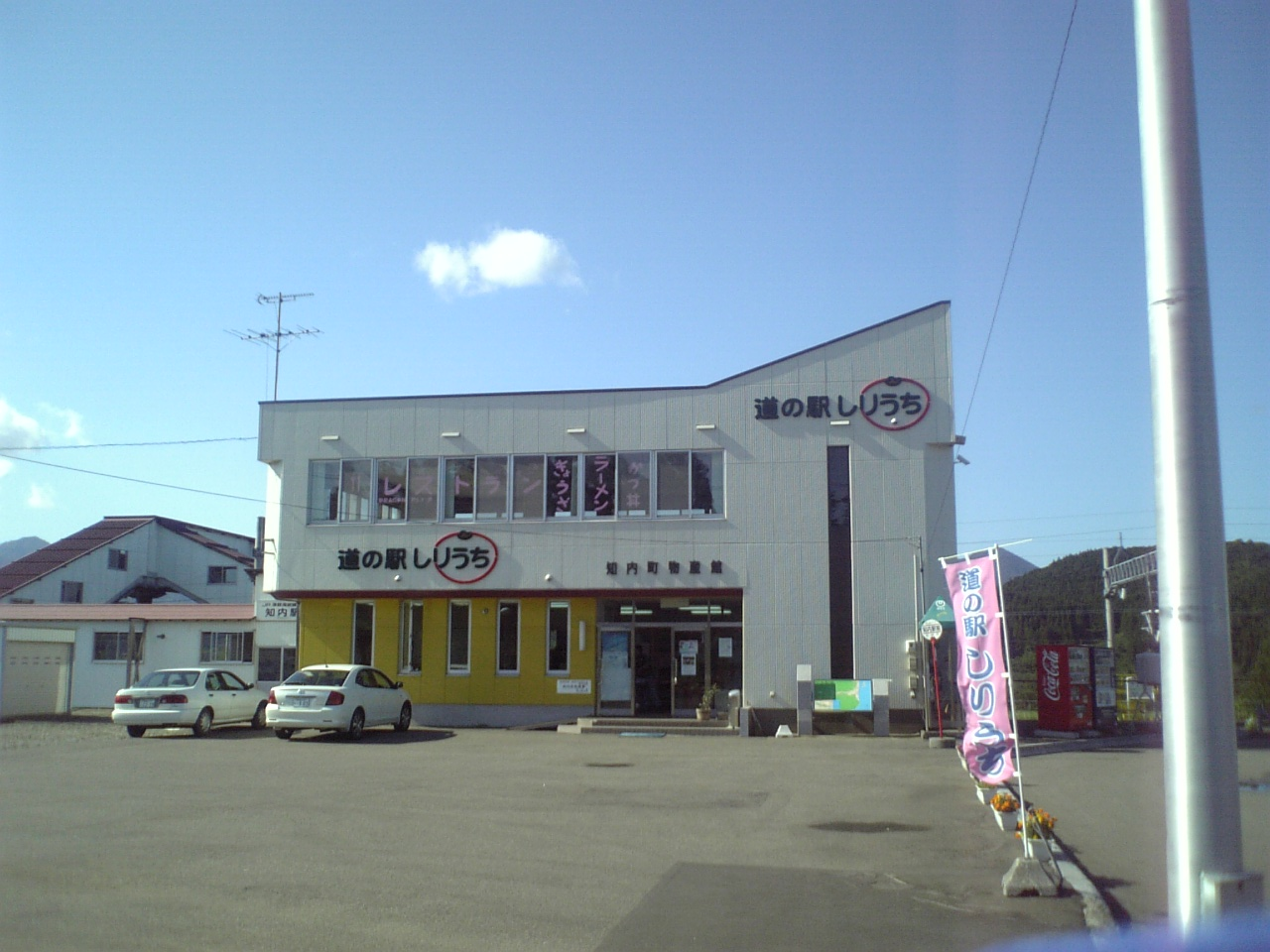
與公路休息站、物產中心「道之驛知內」共構的知內車站站房，而於物產中心左側亦設有知內站的正式車站出入口。（2007年）

昔日旅客車站時期的知內車站站內設有兩座島式月台共四條路線，其中中間兩條是本線，以跨線天橋互相連結，而兩邊的側線則用於列車待避，或在青函隧道因故不能通行時，當作臨時的停車線。故此，島式月台靠近側線那邊的外側設有欄杆阻擋，因此旅客無法實際利用側線來上下列車。月台的有效長度為7輛。過往由於「白鳥」的一般編成均為8輛（6輛基本+2輛附加），因此如8輛編成的列車需要停站，1號車（即面向函館方向的首節車箱）將啟動車門安全裝置，令車門不會打開。
知內車站的站房是與具有公路休息站及物產中心功能的道之驛「道之驛知內」所共構，旅客直接可以穿過道之驛進入車站月台區。除此之外，當旅客欲在道之驛營業時間之外搭乘火車時，也可以利用設置在道之驛主建物左旁的專用出入口進入車站。
根據2014年4月尾的實地考察，知內站廢站後，月台部份已舖上了附有螢光條的工程用塾板，而站牌亦已經被移除。道之驛旁新設展望塔可供人眺望列車。

## 歷史
- 1988年3月13日：JR北海道隨海峽線通車，以「新湯之里信號場」（新湯の里信号場）投入服務。
- 1990年7月1日：昇格為旅客站，改稱為「知內」。
- 2002年12月1日：快速「海峽」列車停止服務，自此不再提供普通列車服務。
- 2009年：成為北海道新幹線路軌存放的地方。
- 2014年3月15日：客運服務停止，廢站，再次降格為信號場[1][5]。列車行經時以「知內信號場」表示。
- 2014年6月11日：正式定名為「湯之里知內信號場」。

## 鄰近車站
北海道旅客鐵道（JR北海道）
■海峽線、 北海道新幹線
奧津輕今別 - （龍飛定點） - （吉岡定點） - （湯之里知內號誌站） - 木古內
註：龍飛海底、吉岡海底和本站皆於2014年3月15日起廢站，JR北海道列車資訊上已經改稱為上述名稱。